# Les Planches-en-Montagne
Les Planches-en-Montagne è un comune francese di 152 abitanti situato nel dipartimento del Giura nella regione della Borgogna-Franca Contea.

## Società

### Evoluzione demografica
Abitanti censiti